# Месхия, Ираклий Георгиевич
 Ира́клий Гео́ргиевич Месхия  (укр. Іраклі Георгієвич Месхія, груз. ირაკლი გიორგის ძე მესხია; 7 января 1993, Гали, Грузия) — украинский футболист, полузащитник клуба «Мотор» (Люблин).
Воспитанник киевской «Оболони». В 2009 году на профессиональном уровне дебютировал за «Оболонь». В начале 2013 года подписал контракт с харьковским «Металлистом».
Выступал за юношескую сборную Украины до 19 лет и молодёжную сборную до 21 года.

## Биография
Ираклий Месхия родился 7 января 1993 года в грузинском городе Гали. Начал заниматься футболом в пять лет. Ради карьеры футболиста, его родители переехали в Киев. Когда его семья переехала, вместе с отцом они снимали квартиру, а затем жил у знакомой женщины ещё три месяца, пока отец был в Грузии. Затем у его родителей появилось грузинское кафе.
С сентября по октябрь 2009 года выступал в детско-юношеской футбольной лиге Украины за киевскую «Смену-Оболонь».

### Клубная карьера

#### «Оболонь»
28 ноября 2009 года попал в заявку на игру молодёжного чемпионата Украины в составе киевской «Оболони» против донецкого «Металлурга» (1:1), но на поле он так и не вышел. 11 декабря 2009 года дебютировал в молодёжном первенстве в домашнем матче против киевского «Арсенала» (1:2), Месхия вышел на 81 минуте вместо Дмитрия Карабаева. Всего в сезоне 2009/10 провёл в молодёжном первенстве 5 матчей и получил 1 жёлтую карточку.
В январе 2010 года участвовал в составе дубля «Оболони» на Мемориале Макарова. В сезоне 2010/11 провёл в молодёжном чемпионате 16 матчей, в которых получил 1 жёлтую карточку. Зимой 2011 года главный тренер «Оболони» Сергей Ковалец взял Ираклия на сборы в Турцию, а летом на сборы в Крым.
21 сентября 2011 года дебютировал в основном составе «Оболони» в матче Кубка Украины 1/16 финала против «Буковины» (2:1), Месхия вышел в начале второго тайма вместо Вадима Панаса. В январе 2012 года выступал на Мемориале Макарова. Позже исполняющий обязанности главного тренера «Оболони» Сергей Конюшенко взял Ираклия на сборы в Турцию.
24 марта 2012 года дебютировал в Премьер-лиге Украины в выездном матче против донецкого «Металлурга» (2:1), Месхия вышел на 59 минуте вместо Вячеслава Турчанова. В основном составе в чемпионате впервые вышел в своей следующей игре, 31 марта 2012 года против львовских «Карпат» (2:0), Месхия начал игру в основе, но на 84 минуте был заменён на Антона Шендрика. После этой игры «Оболонь» покинула зону вылета, а «Карпаты» заняли предпоследнее 15 место. 6 апреля 2012 года в проигранном матче против киевского «Арсенала» (4:1), Месхия забил свой первый гол за «Оболонь», на 34 минуте в ворота Сергея Погорелого.
По итогам сезона 2011/12 «Оболонь» заняла предпоследнее 15 место, уступив лишь «Александрии», и вылетела в Первую лигу Украины. Месхия сыграл в 7 играх, в которых получил 1 жёлтую карточку. В молодёжном первенстве сыграл в 16 матчах, забил 1 гол и получил 2 жёлтые карточки.
В летние трансферное окно была информация о интересе к Месхии со стороны донецкого «Металлурга» и мариупольского «Ильичёвца». В Первой лиге за «Оболонь» сыграл в 5 матчах, получил 1 жёлтую карточку. Также он выступал за «Оболонь-2» во Второй лиге Украины, сыграв в 10 матчах, где был одним из лидеров команды.
Зимой 2013 года покинул «Оболонь», которая прекратила существование и снялась с соревнований, из-за финансовых проблем, все игроки получили статус свободных агентов. Ираклию не выплатили зарплату за шесть месяцев, а выплатили лишь премиальные, после этого он разорвал контракт.

#### «Металлист»
В начале 2013 года перешёл в харьковский «Металлист». Хотя также мог перейти в киевское Динамо, где ему предлагали пятилетний контракт и ужгородскую «Говерлу» с которой он подписал арендное соглашение, но у его агента и клуба возникли сложности с подписанием контракта.

#### «Мотор»
17 июля 2018 года стал игроком команды «Мотор» (Люблин).

### Карьера в сборной

#### До 19 лет
В конце апреля 2012 года был вызван Олегом Кузнецовым в юношескую сборную Украины до 19 лет. 25 апреля 2012 года в своём дебютном матче за сборную до 19 лет в товарищеской встречи против Норвегии (1:1), забил гол на 72 минуте, выйдя на поле в начале второго тайма вместо Сергей Вакуленко.
26 мая 2012 года принял участие в первом матче квалификационного элитного раунда за право выхода на чемпионат Европы 2012 для игроков до 19 лет против Израиля (2:0), Месхия вышел на 62 минуте вместо Бориса Тащи. В следующем матче 28 мая 2012 года против Ирландии (0:3), Месхия вышел на 60 минуте вместо Бориса Тащи. В решающем матче 31 мая 2012 года против Португалии (3:0), Месхия всю игру просидел на скамейке запасных, а в конце встрече арбитр Адриен Жаккотте удалил его за споры с судьёй. В итоге Украина заняла 2 место, набрав 6 очков и не попав на чемпионат Европы, она уступила Португалии и обогнала Ирландию и Израиль.
Всего за юношескую сборную Украины сыграл в 3 матчах и забил 1 гол.

#### До 21 года
В начале января 2013 года впервые был вызван в состав молодёжной сборной Украины до 21 года, главным тренером Сергеем Ковальцом на Кубок Содружества в Санкт-Петербурге. В своей группе Украина заняла 1 место, набрав 9 очков и обогнав Литву, Молдавию и Туркменистан. Месхия сыграл в 2 матчах на групповом этапе. В 1/4 финала Украина разгромила Молдавию со счётом (5:0), Ираклий Месхия отметился голом на 64 минуте. В полуфинальном матче Украина обыграла Литву (1:2) и вышла в финал. В финальной игре Украина уступила хозяевам турнира, России со счётом (4:2), Месхия вышел на 54 минуте вместо Бориса Тащи, на 64 минуте отдал голевой пас на Виталия Иванко, а на 75 минуте был заменён на Александра Филиппова из-за травмы.

## Стиль игры
Месхия выступает на позиции полузащитника. Его положительными сторонами игры являются способность отдавать тонкие передачи и обыгрывать соперников с помощью дриблинга.